# Cho Chi-hun
Cho Chi-hun (hangul : 조지훈; hanja : 趙芝薰) est un poète coréen né le 3 décembre 1920 à Yeongyang, Gyeongsangbuk-do, et décédé le 17 mai 1968 à Séoul, à l'âge de 48 ans. 

## Biographie
En 1939, Cho Chi-hun commence ses études à l'université Dongguk (connue à l'époque sous le nom d'école Hyehwa).
Après l'indépendance de la Corée, il fut professeur et instructeur dans un lycée public de filles, à l'université Dongguk, à l'université  de Corée ainsi qu'à la réunion internationale de poésie qui a eu lieu en 1961 en Belgique et qui a réuni des représentants de la Corée.

## Œuvre
Le travail de Cho est résumé de la manière suivante par l'Institut coréen de traduction littéraire (LTI of Korea) : 
Cho est l'auteur de poèmes classiques dans la littérature coréenne, qui offre aux lecteurs un sentiment de paix et de tranquillité. Le chagrin du Phoenix (Bonghwangsu), délivre les secrets architecturaux des plus beaux palais de la dynastie Choseon tout en faisant un parallèle avec la souffrance des citoyens contraints de vivre sous des régimes autoritaires ou plus tard sous l'impérialisme japonais. Ces premiers poèmes captent les expressions lyriques de sa conscience du pays et de la tradition, éléments qui se retrouvent dans ses poèmes publiés dans Anthologie des Cerfs bleues (Cheongnokjip) , recueil collaboré avec deux autres poètes, Pak Tu-jin et Park Mok-wol.
Après la Libération, Cho a insisté sur le fait que seuls les poètes développant une esthétique épurée pouvaient être considérés comme poètes, tout en affirmant que la protection des libertés individuelles et la libération de la nature humaine devaient être au centre des préoccupations du poète. Cette recherche de la pureté dans la poésie, et cette ferveur nationale se retrouvent dans son anthologie intitulée Se dresser contre l'histoire (Yeoksa apeseo). Ce récit critique notamment la corruption politique et sociale engendrée par la division nationale en Corée, et les affres que celle-ci a engendrées sur le quotidien.

## Décès
Cho Chi-hun est décédé à la suite de complications d'une dilatation des bronches.